# Potrzebowo (powiat leszczyński)
Potrzebowo – wieś w Polsce położona w województwie wielkopolskim, w powiecie leszczyńskim, w gminie Wijewo.
W okresie międzywojennym w miejscowości stacjonowała placówka 17 batalionu celnego, a potem placówka Straży Granicznej I linii „Potrzebowo”.
W latach 1975–1998 miejscowość administracyjnie należała do województwa leszczyńskiego.